# Le migrazioni e i paesi sudeuropei
Le migrazioni e i paesi sudeuropei è un libro scritto da Alessandra Venturini, docente di economia del lavoro e di politica economica, nel quale l'autrice analizza in modo sistematico lo sviluppo dei processi migratori e delle loro conseguenze, da un punto di vista economico. La Venturini propone un modello di spiegazione del fenomeno, puntellato dalle dinamiche socio-economiche comuni ai paesi dell'area mediterranea.
Nella prima parte del libro, l'autrice propone un'analisi parallela del flusso migratorio partente dall'Europameridionale intorno agli anni del secondo dopoguerra e di quello in arrivo dai paesi dell'Europa orientale ed extracomunitari sviluppatosi dagli anni ottanta, confrontando somiglianze e differenze in relazione al sesso, all'età, al tipo di attività.
Le riflessioni e le considerazioni dell'autrice chiariscono quali siano le discriminanti della scelta migratoria e le possibili conseguenze sia nei paesi di origine sia in quelli di destinazione.
L'autrice propone un approccio interdisciplinare, che preveda uno studio demografico per stabilire l'influenza delle forze fresche nel mondo lavorativo e il loro tasso di riproduzione a livello familiare; uno sociologico per comprendere le cause, non solamente economiche, e l'organizzazione della migrazione, il tipo di vita condotto e l'integrazione nel paese ospitante; uno psicologico e antropologico per approfondire i problemi della partenza e dell'arrivo nel nuovo paese e i comportamenti delle nuove comunità; uno giuridico che si occupi della tutela dei nuovi cittadini; uno economico variegato, suddiviso in economia internazionale, geografia economica, economia del lavoro e finanza pubblica.
Il libro invita il lettore alla riflessione approfondita del sistema politico-giuridico dei vari paesi, che attraverso le riforme delle politiche migratorie, tende ad incanalare i flussi a seconda delle esigenze interne, sia proponendo limiti di accoglienza sia stimolando il rientro nei luoghi di origine.
Tra i fenomeni analizzati più diffusi, vi sono l'immigrazione clandestina e la richiesta di rifugiati politici.

## Edizioni
- Alessandra Venturini, Le migrazioni e i paesi sudeuropei, Utet, 2001,  pp.305 , cap.5.